# مارتين دياز
مارتين دياز (بالإسبانية: Martín Díaz)‏ (6 يوليو 1977 بمونتفيدو في الأوروغواي - ) هو لاعب كرة قدم أوروغواني في مركز الدفاع. شارك مع منتخب الأوروغواي تحت 17 سنة لكرة القدم ومنتخب الأوروغواي تحت 20 سنة لكرة القدم. أما مع النوادي، فقد لعب مع أتليتيكو رافائيلا وديفينسور سبورتينغ ودينامو بوخارست ومونتيفيديو واندررز ونادي بطليوس ونادي ليفربول والتانك سيلي.

## وصلات خارجية
- مارتين دياز على موقع الاتحاد الدولي (مؤرشف)  (الإنجليزية)
- مارتين دياز على موقع قاعدة بيانات كرة القدم.إي يو (الإنجليزية)
- مارتين دياز على موقع Soccerway.com (الإنجليزية)
- مارتين دياز على موقع عالم كرة القدم.نت (الإنجليزية)